# Rafael de la Sierra
Rafael Ángel de la Sierra González (Vioño de Piélagos, 20 de septiembre de 1948-Santander, 19 de junio de 2019), más conocido como Rafael de la Sierra fue un abogado y político español, miembro del Partido Regionalista de Cantabria. Fue presidente del Parlamento de Cantabria entre 1999 y 2003.

## Biografía
Sus padres fueron Emilio, empleado de la Cooperativa Lechera SAM, que venía de Escalante y había nacido en el seno de una familia de Trasmiera, y María del Carmen, que venía de Mataporquera con su padre, jefe de taller de la Vidriera Mecánica del Norte, nacida dentro de una familia tradicional campurriana. Cursó su carrera de Derecho en Zaragoza. Allí fue durante dos años, de 1968 a 1970, delegado de curso por el Sindicato Democrático de Estudiantes. Ejerció durante dos décadas la profesión de abogado, en los colegios de Cantabria y Madrid, y desempeñó cargos directivos en sociedades de seguros, en Santander y en Bilbao, desde 1974 hasta 1988.
En 1976 participó en la creación, junto a Miguel Ángel Revilla entre muchas otras personas, de la Asociación para la Defensa de los Intereses de Cantabria (ADIC) que fue dinamizadora del sentimiento autonomista y clave para la consecución de la autonomía de Cantabria. Fue presidente de la asociación en dos mandatos, desde 1978 hasta 1981 y entre 1986 y 1989. En el seno de ADIC participó en la creación del Partido Regionalista de Cantabria (PRC), en octubre de 1978. En el PRC, como cargos más relevantes, desempeñó el de secretario de organización desde 1990 hasta 1994 y la vicesecretaría general desde 1994 hasta su fallecimiento, en 2019. En las elecciones autonómicas de 1983 se presentó como candidato a la presidencia por la Agrupación Electoral Nacionalista de Cantabria (AEN).
En 1990, desempeñó el cargo de consejero de Cultura, Juventud, Educación y Deporte en el Gobierno de Cantabria, presidido por Jaime Blanco. Un año después fue elegido diputado regional por el PRC, cargo que desempeñó hasta su muerte. Desde 1992 hasta 1995 fue secretario primero de la mesa del Parlamento. Fue elegido, asimismo, presidente del Parlamento en 1999, labor que desempeñó hasta 2003.
En el Ayuntamiento de Santander desempeñó los cargos de teniente de alcalde y concejal de Cultura y Deporte, en coalición con el PP bajo el mandato de Gonzalo Piñeiro desde 1995. Fue reelegido edil en 1999 y 2003 siendo el portavoz del grupo municipal regionalista en la oposición. Entre 2003 y 2015 ejerció como portavoz del Grupo Regionalista en el Parlamento.
Entre el 10 de julio de 2015 y el 10 de abril de 2019, fue consejero de Presidencia y Justicia del Gobierno de Cantabria, presidido por Miguel Ángel Revilla. En abril de 2019 dimitió de sus cargos políticos por razones de salud.
Participó, asimismo, en la creación o desarrollo de sociedades y asociaciones de índole cultural, social o deportiva: Coral de Santander, Ateneo Cántabro, Asociación Vital Alsar, Coro de Camargo, Asociación para conseguir la Universidad a Distancia, Sociedad Palacio de Festivales de Cantabria de la que fue creador y primer presidente; Instituto Municipal de Deportes de Santander, que también presidió, y otras varias.
Estuvo casado y tuvo dos hijas, Susana y Silvia; una de ellas es Susana de la Sierra, Profesora Titular de Derecho Administrativo en la Universidad de Castilla-La Mancha. Falleció en Santander el 19 de junio de 2019.